# Фуфло
«Фуфло́» — радянський художній фільм 1990 року, знятий режисером Олексієм Лебедєвим на кіностудіях «Ленфільм».

## Сюжет
У героя картини є зовнішність, здібності, розум, але він розміняв усе по жінках, приносив їм здебільшого горе, обманював і витягав з тих, що старші та багатші, все що можна. Проте його розкусили й вигнали балетмейстером до провінції, де він буквально загнувся. Там виникла закономірна, але протиприродна одночасно дружба-ворожнеча з наркоманом на прізвисько Бурий. Відносини ці довели Фуфло, як його прозвав Бурий, до вбивства.

## У ролях
- Андрій Руденський — Віктор Калошин
- Олександр Романцов — Бурмакін, «Бурий»
- Любов Поліщук — Ольга Цвєткова, дружина Калошина
- Олена Амінова — Римма
- Тетяна Маневська — Людмила
- Тамара Уржумова — Світлана
- Жанна Сухопольська — Тайгер
- Гульнора Бабаджанова — роль другого плану
- Г. Васильєва — роль другого плану
- Л. Коваленкова — роль другого плану
- В. Михайлова — роль другого плану
- А. Семенова — роль другого плану
- Рудольф Фурманов — директор вар'єте
- Шерхан Абілов — відвідувач ресторану
- Микола Лайков — епізод

## Знімальна група
- Режисер — Олексій Лебедєв
- Сценарист — Кирило Ласкарі
- Оператор — Володимир Бриляков
- Художник — Сергій Коковкін